# Léo Richer LaFlèche

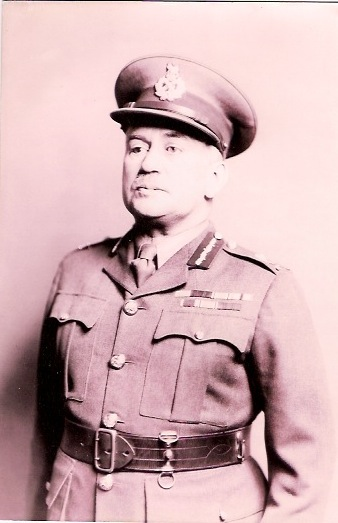
Léo Richer LaFlèche (1940).

Hon. Léo Richer LaFlèche, PC, DSO (* 16. April 1888 in Sorel, Québec (nach anderen Angaben: Concordia, Kansas); † 7. März 1956 in Montreal, Québec) war ein kanadischer Offizier, Politiker der Liberalen Partei und Diplomat, der unter anderem als Generalmajor von 1932 bis 1940 stellvertretender Minister für nationale Verteidigung war. Danach fungierte er zwischen 1942 und 1945 Mitglied des Unterhauses sowie von 1942 bis 1945 im 16. kanadischen Kabinett als Minister für nationale Kriegsdienste. Er war zudem zwischen 1945 und 1949 Botschafter in Griechenland, von 1949 bis 1950 Hochkommissar in Australien sowie zuletzt zwischen 1952 und 1955 Botschafter in Argentinien und zugleich in Personalunion Gesandter in Uruguay.

## Leben

### Erster Weltkrieg, Aufstieg zum Generalmajor und Vize-Minister
Léo Richer LaFlèche war als Bankmanager bei der Molson Bank in Saint-Pierre tätig. Nach Ausbruch des Ersten Weltkrieges trat er 1914 in die Canadian Army ein und diente zunächst als Hauptmann sowie später als Major im 22. Bataillon der Canadian Expeditionary Force (CEF) an der Westfront in Frankreich. Dort wurde er schwer verwundet und für seine militärischen Verdienste 1917 mit dem Distinguished Service Order (DSO) und dem Ritterkreuz der Ehrenlegion ausgezeichnet. Nach seiner Beförderung zum Oberstleutnant war er Kommandeur des 65. Bataillons der Les Fusiliers Mont-Royal sowie anschließend Kommandant des Distriktdepot Nr. 4 in Montreal. In dieser Verwendung wurde er schließlich zum Generalmajor befördert. Am 25. November 1925 gehörte er zu den Mitgründern der Royal Canadian Legion, eine gemeinnützige Veteranenorganisation, und fungierte als Nachfolger von Arthur Currie von 1929 bis zu seiner Ablösung durch John Roper 1931 als deren Präsident.
Am 3. November 1932 wurde Generalmajor LaFlèche stellvertretender Minister für nationale Verteidigung und bekleidete dieses Amt bis zum 16. Oktober 1940, wobei er zwischen dem 8. September 1939 und dem 17. Januar 1940 krankheitsbedingt beurlaubt war. Er wurde am 18. Januar 1940 zeitweise als Militärattaché an die Botschaft in Frankreich entsandt und war zudem zeitweilig Vize-Vorsitzender des Verteidigungsrates. Am 17. Oktober 1940 übernahm er den Posten als beigeordneter stellvertretender Minister für nationale Kriegsdienste und behielt dieses Amt bis zum 7. Oktober 1942. Zugleich fungierte er zwischen 1941 und 1943 als Vorsitzender der Staatlichen Filmbehörde NFB (National Film Board of Canada). 1941 verlieh ihm die Universität Ottawa einen Ehrendoktortitel der Rechtswissenschaften.

### Unterhausabgeordneter, Minister im Bundeskabinett und Diplomat
Nach dem Mandatsverzicht von Thomas Vien, der zum Bundessenator für Québec ernannt worden war, wurde Léo Richer LaFlèche bei der dadurch notwendigen Nachwahl am 5. Oktober 1942 für die Liberale Partei im Wahlkreis Outremont mit 12.378 Stimmen zum Mitglied des Unterhauses gewählt. Daraufhin wurde er Mitglied des Sonderausschusses für das Rundfunkwesen sowie am 7. Oktober 1942 als Nachfolger von Joseph Thorarinn Thorson Minister für nationale Kriegsdienste und bekleidete dieses Ministeramt bis zum 17. April 1945, woraufhin James Joseph McCann seine Nachfolge antrat.
Nach seinem Ausscheiden aus dem Unterhaus am 10. Juni 1945 wurde LaFlèche erster Botschafter in Griechenland. Er bekleidete dieses Amt bis 1949 und wurde im Anschluss von George Loranger Magann abgelöst. Er selbst löste 1949 Kenneth Alfred Greene als Hochkommissar in Australien ab und verblieb in dieser Funktion bis zu seiner Ablösung durch Carman Millward Croft 1950. Zuletzt wurde er 1952 Nachfolger von Lionel Victor Joseph Roy als Botschafter in Argentinien und hatte dieses Amt bis 1955 inne, woraufhin Louis Phillippe Picard. Zugleich übernahm er in Personalunion 1952 den neu geschaffenen Posten als Gesandter in Uruguay. Auch dieses Amt behielt er bis 1955 und wurde danach von Fulgence Charpentier abgelöst.
Aus seiner 1920 geschlossenen Ehe mit Jean Brady gingen fünf Kinder hervor.